# Karl Collan

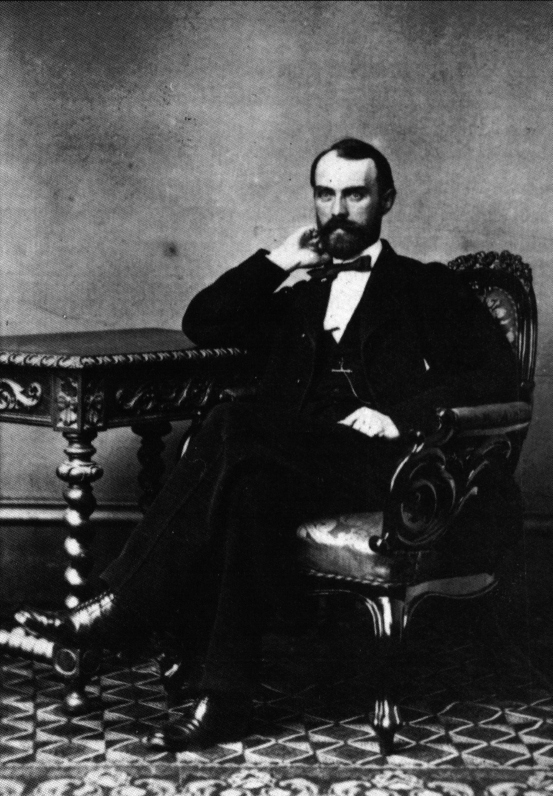
Karl Collan, um 1864

Karl Collan (* 3. Januar 1828 in Idensalmi, damals Großfürstentum Finnland; † 12. September 1871 in Helsinki, Großfürstentum Finnland) war ein finnischer Tonsetzer, Schriftsteller und Bibliothekar, der dem schwedischsprachigen Volksteil angehörte.

## Leben
Collans Eltern waren der Kirchenherr Peter Johan Collan und Elisabet Kristina Crohns. Er besuchte die schwedischsprachige Oberschule im Helsingfors, Helsinki.
Collans erste Noten kamen 1847 heraus. In der Folgezeit verfasste er Lieder mit Klavierbegleitung der finnischen Dichter Johan Ludvig Runeberg und Zacharias Topelius wie Sylvias Weihnachtslied (Sylvias julvisa/Sylvian joululaulu). Seine Lieder im romantischen Stil waren lange sehr beliebt. Dazu zählten der Wasa-Marsch oder die Volksmusik Savolaisen laulu. Seine Chormusik und seine Militärmusik waren ebenfalls beliebt. Für die Finnische Literaturgesellschaft (Suomalaisen Kirjallisuuden Seura) gab er ab 1854 Volkslieder heraus und vertonte Volksdichtung aus dem Gebiet von Savo und aus Karelien. Seine Dissertation aus dem Jahre 1860 behandelte serbische Volkslieder.
Ab 1859 arbeitete Collan als Lektor für deutsche Sprache an der Universität Helsinki und ab 1866 als Bibliothekar an der Universitätsbibliothek Helsinki, die er förderte und reformierte. Er gründete die in den Jahren 1863 bis 1865 publizierte, in schwedischer Sprache erschienene, Litterär tidsskrift. Collan gab auch einige Übersetzungen der Werke Heinrich Heines heraus und publizierte in den Jahren 1864 bis 1868 die schwedischsprachige Übersetzung des finnischen Nationalepos Kalevala.
Collan war seit 1866 mit der Sängerin Maria Margareta Pacius (1845–1919), der Tochter des aus Deutschland stammenden Komponisten Fredrik Pacius, verheiratet. Er war der Bruder von Fabian Collan.

## Schriften
- 1854–1856: Valituita suomalaisia kansanlauluja
- 1860: Öfversigt af Serviens historiska folksånger
- 1864–1868: Übersetzung ins Schwedische des finnischen Nationalepos Kalevala
- 1869: Det sjungande Finland

| Personendaten    | Personendaten                                                    |
| ---------------- | ---------------------------------------------------------------- |
| NAME             | Collan, Karl                                                     |
| KURZBESCHREIBUNG | finnisch-schwedischer Tonsetzer, Schriftsteller und Bibliothekar |
| GEBURTSDATUM     | 3. Januar 1828                                                   |
| GEBURTSORT       | Idensalmi, Großfürstentum Finnland                               |
| STERBEDATUM      | 12. September 1871                                               |
| STERBEORT        | Helsinki, Finnland                                               |